# Erich Pennekamp
Erich Pennekamp (Duisburg, 13 novembre 1929 – Essen, 1º marzo 2013) è stato un pallanuotista tedesco.
Ha fatto parte della Squadra Unificata Tedesca, che ha partecipato ai Giochi di Melbourne 1956.
Sempre con la nazionale tedesca, prese parte anche ai Campionati Europei del 1954 a Torino. A livello nazionale vinse i campionati tedeschi del 1952 con il Duisburger SV e un titolo del 1957 con l'ASC Duisburg, entrambi insieme al fratello gemello Rudi.